# Phanaeus wagneri
Phanaeus wagneri är en skalbaggsart som beskrevs av Edgar von Harold 1863. Phanaeus wagneri ingår i släktet Phanaeus och familjen bladhorningar. Utöver nominatformen finns också underarten P. w. pilatei.